# Décès en 1017
Décès
- 1013
- 1014
- 1015
- 1016
- 1017
- 1018
- 1019
- 1020
- 1021

Cette page dresse une liste de personnalités mortes au cours de l'année 1017 :
- 7 janvier : Hildebert Ier, bénédictin normand, troisième abbé du Mont Saint-Michel.
- 5 février : Sanche Ier de Castille, comte de Castille.
- 25 février : Raymond Borrell de Barcelone, Comte de Barcelone, de Gérone et d'Osona.
- 5 juin : Sanjō, soixante-septième empereur du Japon.
- 16 juin : Judith de Bretagne, duchesse de Normandie.
- 8/18 septembre : Henri de Schweinfurt, comte de Schweinfurt, margrave de Nordgau, comte de Naab, comte d'Altmühl, margrave, comte de Radenzgau, comte de Pegnitz.

- Cass Midhe (en), avocat irlandais.
- Eadric Streona, ealdorman de Mercie, particulièrement fameux pour avoir trahi les Anglo-Saxons au profit des Danois lors de la conquête de l'Angleterre par Knud le Grand.
- Eadwig Ætheling, cinquième des six fils du roi Æthelred le Malavisé.
- Elvire de Castille, régente de León.
- Emnilda de Lusace, duchesse des Polanes.
- Fujiwara no Junshi, impératrice consort du Japon.
- García Gómez (en), comte de León.
- Genshin, penseur de l'école du bouddhisme Tendai.
- Gormgal d'Ardoileán (en), religieux irlandais.
- Godwin (en), évêque de Lichfield
- Ma'mun II (en), Ma'munids (en) des Khwarezm.
- Northman (en), chef au royaume de la Mercie.
- Leo Passianos (en), général byzantin.
- Renaud de Vendôme, évêque de Paris.